# Райт (город, Миннесота)
Райт (англ. Wright) — город в округе Карлтон, штат Миннесота, США. На площади 4 км² (4 км² — суша, водоёмов нет), согласно переписи 2002 года, проживают 93 человека. Плотность населения составляет 23,2 чел./км².
- Телефонный код города — 218
- Почтовый индекс — 55798
- FIPS-код города — 27-71824[1]
- GNIS-идентификатор — 0654393[2]